# Regio (scouting)
In 2001 heeft Scouting Nederland alle scoutinggroepen in Nederland verdeeld in 47 regio's. Deze regio's kwamen in de plaats van de vroegere districten en gewesten om zo de organisatiestructuur van Scouting Nederland platter en slanker te maken. Het oorspronkelijke plan was dat de regio's ongeveer zouden samenvallen met de provincies of de admiraliteiten. 

## Opzet van een regio
In elke regio zit een aantal scoutinggroepen (dit loopt uiteen van 7 tot ca. 35 groepen) die samen een regio vormen. Elke regio heeft een bestuur van vrijwilligers. Dit bestuur bereidt het beleid voor en voert het uit, samen met zijn teams. Het regiobestuur verantwoordt zich aan de regioraad, in welke iedere groep met 1 stem is vertegenwoordigd.

## Taken van een regio
Volgens het huishoudelijk reglement van Scouting Nederland heeft een regio twee voorname taken: leidinggevenden van groepen competent maken middels trainingen en het organiseren van regionale activiteiten per speltak. Daarom heeft een regio in ieder geval een of meerdere trainingsteams en activiteitenteams. De activiteitenteams organiseren ieder jaar spelen/activiteiten, vaak aan de hand van spelmappen, die door de landelijke organisatie ter beschikking worden gesteld. Voor Bevers is er de Bever-doe-dag; voor Welpen, Kabouters, Esta's en Dolfijnen is er de DWEK Regiodag en voor Scouts zijn er de regionale en landelijke ScoutingWedstrijden. De trainingsteam organiseren trainingen voor bijvoorbeeld leiders, teamleiders en bestuurders (op functie of kamperen, omgaan met moeilijk gedrag of omgaan met pesten (op competentie).   

## Steunpunten
Een aantal regio's is aangesloten bij (provinciale) steunpunten. Deze geven, in de gebieden waar dat nodig is, de ondersteuning die de oude gewesten eerst gaven. In totaal kent Scouting Nederland 5 steunpunten: Gelderland, Limburg, Overijssel, Rotterdam en Zuid-Holland. In 2014 verdwijnen de nodige steunpunten door bezuinigingen.

## Lijst met regio's per provincie
Per provincie kent Nederland de volgende regio's:

### Drenthe
- Regio Drenthe (Drenthe en Leek (Groningen) en Steenwijk (Overijssel))

### Flevoland
- Regio Noord-Veluwe / Flevoland (Oostelijk en Zuidelijk Flevoland en Noordwesten van Gelderland: Harderwijk, Elburg en omstreken)
- Regio Overijsselse Vechtstreek (Noorden/noordwesten van Overijssel en Noordoostpolder: Emmeloord, Zwolle, Hardenberg en omstreken)

### Friesland
- Regio Fryslân

### Gelderland
- Regio Klein Gelderland (Oosten van Gelderland: Arnhem, Veluwezoom en de Liemers)
- Regio Neder-Veluwe (Zuiden van Gelderland: Wageningen en omstreken)
- Regio Noord-Veluwe / Flevoland (Oostelijk en Zuidelijk Flevoland en Noordwesten van Gelderland: Harderwijk, Elburg en omstreken)
- Regio Oude Graafland (Oosten van Gelderland: Groenlo, Winterswijk en omstreken)
- Regio Rivierenland (West Gelderland: Tiel en omstreken, Culemborg, Geldermalsen, en Land van Maas & Waal)
- Regio ZON (Zuidoost-Nederland: Nijmegen en omstreken en kleine delen van Limburg en Noord-Brabant)

### Groningen
- Regio Groningen

### Limburg
- Regio Zuid-Oost Limburg
- Regio Maastricht en Mergelland Zuidwest-Limburg
- Regio Maasven (Venlo en Omgeving)
- Regio Roermond
- Regio Parkstad Limburg Zuidoost-Limburg (Heerlen en omgeving)
- Regio Weert (Noordwesten van Limburg: Weert, Tungelroy en Nederweert)
- "Regio Westelijke Mijnstreek" (Sittard-Geleen, Susteren, Ulestraten, Stein, Beek, Urmond, Elsloo)

### Noord-Brabant
- Regio De Meierij ('s-Hertogenbosch en een stukje van Gelderland (Zaltbommel))
- Regio De Langstraat (Waalwijk en omstreken)
- Regio Eindhoven (Best, Eindhoven, Nuenen, Son en Breugel)
- Regio Hart van Brabant(Tilburg en omstreken)
- Regio Helmond (Helmond en Omstreken)
- Regio Noordoost Brabant (Oss en omstreken)
- Regio West-Brabant (Bergen op Zoom en omstreken)
- Regio Zuidoost-Brabant (Plaatsen ten zuiden van Eindhoven)
- Scouting Regio de Baronie (Breda, Etten-Leur en Oosterhout)

### Noord-Holland
- Regio Amsterdam Amstelland (Midden van Noord-Holland: Amsterdam en omstreken)
- Regio Haarlem (Westen van Noord-Holland: Haarlem en omstreken)
- Regio Het Gooi (Het Gooi en de (Utrechtse) waterwerkgroepen van de admiraliteiten Zuidwal en Vechtplassen)
- Regio Noord-Holland Midden (IJmuiden, Castricum, Purmerend, Zaandam)
- Regio Noord-Holland Noord (Alkmaar en omstreken)

### Overijssel
- Regio Essnlaand (Oosten van Overijssel: Enschede, Oldenzaal en omstreken)
- Regio Overijsselse Vechtstreek (Noorden/noordwesten van Overijssel en Noordoostpolder: Emmeloord, Zwolle, Hardenberg en omstreken)
- Regio Rondom de IJssel (Zuidwesten van Overijssel: Deventer en omstreken en noorden van Gelderland: Apeldoorn en omstreken)
- Regio Twenteland (Midden van Overijssel: Hengelo, Almelo en omstreken)

### Utrecht
- Regio Drie Rivieren Utrecht (Westelijke helft van de provincie, en rondom de stad Utrecht)
- Regio Het Gooi (Het Gooi en de (Utrechtse) waterwerkgroepen van de admiraliteiten Zuidwal en Vechtplassen)
- Regio Utrechtse Heuvelrug (Soest Amersfoort, De Bilt, Maartensdijk en omstreken)

### Zeeland
- Regio Scouting Zeeland

### Zuid-Holland
- Regio Delfland (Midden van Zuid-Holland: Delft en omstreken)
- Regio Den Haag (Midden van Zuid-Holland: Den Haag)
- Regio Hollands Midden (Noorden van Zuid-Holland: Leiden en omstreken)
- Regio Lek- en IJsselstreek (Rond de Lek en de Hollandse IJssel)
- Regio Maasdelta (Zuidwesten van Zuid-Holland: Van Schiedam, Vlaardingen, Maassluis en de Zuid-Hollandse eilanden tot Goeree-Overflakkee)
- Regio Rond de Biesbosch (Zuiden van Zuid-Holland: Dordrecht en omstreken)
- Regio Rond de Rotte (Rotterdam Noord en West)
- Regio Vlietstreek (Midden van Zuid-Holland: Rijswijk, Voorburg en Leidschendam)
- Regio Westland (Zuid-Hollands Westland)

#### Opgeheven in Zuid-Holland
- Regio Alva (was: Zuidoosten van Zuid-Holland en een stukje Noord-Brabant: Gorinchem en omstreken)
- Regio Oude Maas (was: Rotterdam Zuid IJsselmonde en Hoeksche Waard) Groepen zijn overgestapt naar de regio's Maasdelta en Rond de Rotte